# Eastleigh
Eastleigh es una ciudad del distrito de Eastleigh, en el condado de Hampshire (Inglaterra). Se encuentra a 11 km de Winchester. Según el censo de 2011, Eastleigh tenía 78.716 habitantes, municipio de Eastleigh tenía 125.199 habitantes. Está listado en el Domesday Book como Estleie.